# Мінаєва Олена Володимирівна
Оле́на Володи́мирівна Міна́єва (1921 — 30 червня 1967, Білогірський район Кримської області) — українська радянська діячка, новатор сільськогосподарського виробництва, ланкова колгоспу «Україна» Білогірського району Кримської області. Депутат Верховної Ради УРСР 6—7-го скликань (1963—1967).

## Біографія
З 1940-х років — ланкова тютюнницької бригади колгоспу імені Чапаєва (потім — «Україна») села Цвіточного Білогірського району Кримської області. Відзначалася вирощуванням високих врожаїв тютюну.

## Нагороди
- орден Трудового Червоного Прапора (26.02.1958)
- медалі